# Установка дегідрогенізації пропану в Калло
Установка дегідрогенізації пропану в Калло — підприємство нафтохімічної промисловості у Бельгії, на північно-західній околиці Антверпена.
Традиційно головним шляхом виробництва другого за масовістю продукту органічної хімії — пропілену, є його отримання разом з етиленом на установках парового крекінгу. Втім, ще в кінці 20 століття з'явились й спеціально створені для продукування пропілену установки дегідрогенізації пропану, однією з яких було виробництво у бельгійському Калло, запущене у 1992 році. Проектом через North Sea Petrochemicals спільно володіли з рівними долями австрійська Borealis та компанія Montell (спільне підприємство італійської Montedison і Shell). В 2002-му Borealis викупила частку партнера (на той момент це вже була Basell, що виникла внаслідок злиття Montell з двома іншими хімічними компаніями).
Установка має потужність 480 тисяч тонн пропілену на рік та постачає, зокрема, розташоване поруч виробництво поліпропілену (викуплене Borealis у Montell ще раніше за установку — в 1997-му).
В 2017-му Borealis, після передпроектних досліджень, замовила базове проектування (FEED, Front-End Engineering Design) другої установки дегідрогенізації пропану для площадки в Калло. Вона може мати потужність в 740 тисяч тонн пропілену на рік та використовуватиме технологію Oleflex компанії UOP (Honeywell). Прийняття остаточного рішення щодо реалізації проекту очікується в другій половині 2018-го. У випадку його схвалення запуск установки може відбутись в 2022-му та потребуватиме спорудження в порту резервуару для пропану ємністю 135 тисяч м3.